# Sven Fredén (1882–1940)
Sven Emil Fredén, född 1 november 1882 i Färnebo och död 2 november 1940, var kyrkoherde i Ullerud och psalmförfattare.
Studentexamen i Karlstad 1901 och lärare på Lundsberg läsåret 1904–1905. Prästvigd 1909 och därefter verksam i Borgvik, Övre Ullerud, Gillberga och Filipstad. Från 1915 komminister i Nedre Ullerud och från 1923 kyrkoherde i Övre Ullerud, där han också verkade som kommunpolitiker.
Ledamot av Vasaorden 1937.
Gift 1917 med Magda Elisabet Hageus (1882–1953). De är begravda på Övre Ulleruds kyrkogård.

## Verk
- Jag vet ett ord, som är mer fast SMF 1951 nr 452 under rubriken Guds ord. Diktad 1905.